# Sylvi Saimo
Sylvi Saimo   (Ruskeala, 12 de novembre de 1914 - Laukaa, 12 de març de 2004) fou una piragüista d'aigües tranquil·les finlandesa que va competir durant les dècades de 1940 i 1950. Fou la primera esportista finlandesa en guanyar una medalla d'or als Jocs Olímpics d'Estiu. També va competir en esquí de fons, atletisme i orientació. Va ser membre del Parlament finlandès de 1966 a 1978.
El 1948 va prendre part en els Jocs Olímpics d'Estiu de Londres, on fou sisena en la prova del K-1, 500 metres del programa de piragüisme. Quatre anys més tard, als Jocs de Hèlsinki, guanyà la medalla d'or en la mateixa prova.
En el seu palmarès també destaquen dues medalles d'or al Campionat del Món de piragüisme en aigües tranquil·les de 1950.
El 1948, 1950 i 1952 va ser escollida atleta femenina de l'any.